# Zita Szucsánszki
Zita Szucsánszki (født 22. Maj 1987 i Budapest) er en ungarsk håndboldspiller som spiller for Ferencváros TC og Ungarns kvindehåndboldlandshold, siden 2005.
Hun fik debut på det ungarske A-landshold den. 4. november 2006, mod Slovakiet. Hun har indtil videre spillet 147 landskampe og scoret 420 mål. Hun har deltaget ved diverse slutrunder for landsholdet, blandt andet VM i Kina 2009 og ved EM 2012 i Serbien, hvor Ungarn vandt bronze. Hun repræsenterede for første gang Ungarn, da hun var blandt de udvalgte i landstræner Gábor Eleks endelige trup ved Sommer-OL 2020 i Tokyo., 
Hun er desuden gift med hendes nuværende cheftræner i Ferencváros TC, Gábor Elek.